# Marrit Leenstra
Marrit Leenstra (Emmen, 18 de outubro de 1973) é uma ex-voleibolista indoor e jogadora de vôlei de praia neerlandesa, na quadra medalhista de ouro no Campeonato Europeu de 1995 nos Países Baixos, e no vôlei de praia foi medalhista de prata no Campeonato Europeu no ano de 2002 na Suíça, Rússia e Países Baixos.

## Carreira
No desporto, ela iniciou no voleibol de quadra (indoor) e começou sua carreira em 1983 ingressando no Pegasus Ter Apel e permanecendo até 1990, no mesmo amo começou no VC Etiflex Ommen e esteve vinculada até 1992, e neste ano iniciou pelo  Martinus Amstelveen contratada até 1996.Depois transferiu-se para o Vini Monte Schiavo Jesi e disputou a Liga A2 Italiana e permaneceu por mais uma jornada no mesmo time, posteriormente foi contratada para jogar a Liga A2 Italiana pelo Figurella Firenze e atuou em mais um clube da Liga A2, desta vez, o Granzotto San Donà di Piave com o qual venceu a Copa A2 Itália em 2000, no período de 2000-01 foi contratada por um clube italiano da Série A1, o Mirabilandia Teodora Ravenna.
Na seleção nacional, esteve de 1988 a 1992 atuando nas categorias de base, e de 1992 a  2001, competiu pela adulta. Disputou sua primeira olimpíada, ou seja, os Jogos Olímpicos de Verão de 1992 em Barcelona e terminou na sexta posição, conquistou em 1995 a medalha de ouro no Campeonato Europeu sediado nas cidades de Arnhem e Groninga, no ano de 1996 disputou a edição dos Jogos Olímpicos de Verão de 1996 em Atlanta, terminando na quinta colocação.
A partir de 2001, passou a formar dupla com Rebekka Kadijk obteve o quarto lugar no Campeonato Europeu de 2001 na cidade de Jesolo, finalizaram no décimo sétimo posto no Campeonato Mundial de Klagenfurt, mesmo posto obtido nos Abertos de Cagliari, Gran Canaria e Espinho, décimo terceiro lugar no Aberto de Gstaad e nos Jogos da Boa Vontade de 2001 em Brisbane, e ainda nono posto no Grand Slam de Marselha e em sétimo lugar em Hong Kong, finalizaram em quarto lugar no Aberto de Fortaleza.   
Em 2002, permaneceu com Rebekka Kadijk e foram medalhistas de prata no Campeonato Europeu de Voleibol de Praia na Basileia, no Circuito Mundial finalizaram no décimo sétimo posto nos Abertos de Stavanger e Vitória,nono lugar nos Abertos de Madrid e Montreal, como no Grand Slam de Marselha, quinto posto no Grand Slam de Klagenfurt e no Aberto de Maiorca, e foram quartas colocadas nos Abertos de Rodes e Osaka. 
Com Rebekka Kadijk foi semifinalista no Campeonato Europeu de Voleibol de Praia de 2003 em Alânia e no Campeonato Mundial do Rio de Janeiro e  finalizaram no décimo sétimo posto, mesmo posto obtido no circuito mundial no Aberto de Osaka e nos Grand Slams de Klagenfurt e Los Angeles, o nono lugar  no Grand Slam de Marselha e nos Abertos de Rodes e Stavanger, em quinto lugar no Aberto de Gstaad e no Grand Slam de Berlim, terminaram em quarto lugar no Aberto de Milão, e obtiveram a primeira medalha de ouro no Aberto de Lianyungang.
Em Atenas, disputou os Jogos Olímpicos de 2004 ao lado de Rebekka Kadijk e terminaram no décimo nono lugar
e ainda o circuito mundial e finalizaram no décimo sétimo posto no Aberto de Maiorca, finalizaram no décimo terceiro nos Abertos Rodes, Milão e Rio de Janeiro, no nono lugar no Grand Slam de Klagenfurt e nos Abertos de Xangai e Stavanger e  ainda terminaram no sétimo posto  no Grand Slam de Berlim.
Em 2005, passa a compor dueto com Sanne Keizer, alcançaram o décimo sétimo posto no Campeonato Mundial em Berlim. No Circuito Mundial de 2005, finalizaram no décimo sétimo posto no Aberto de Xangai, nos Grand Slams de Klagenfurt e Paris, décimo terceiro nos Abertos de Osaka, São Petersburgo e Acapulco, nono lugar nos Abertos de Atenas, Salvador de Cidade do Cabo, além do quinto lugar no Aberto de Bali e o quarto no Aberto de Montreal.
Em 2006, continuou com Sanne Keizer e obtiveram a nona colocação no Campeonato Europeu de Voleibol de Praia de Haia, finalizaram pelo circuito mundial, no décimo sétimo posto nos Abertos de Xangai, Montreal e Warsaw, na décima terceira colocação nos Abertos de Marselha, em nono no Aberto de São Petersburgo e sétimo no Aberto de Porto Santo.
Em 2007 iniciou com Sanne Keizer  e  finalizaram no trigésimo sétimo posto no Campeonato Mundial de Gstaad, e pelo circuito mundial, no décimo sétimo posto no Aberto de Seul, depois, prossegue ao lado de Elke Wijnhoven no Grand Slam de Klagenfurt terminando na quadragésima primeira colocação, ainda compete nesta temporada com Cintha Boersma  nos Abertos de Phuket e Fortaleza, finalizando na trigésima terceira posição em ambos os torneios.
Em 2008 esteve novamente com  Cintha Boersma nos Abertos de Xangai e Adelaide, quando alcançaram a trigésima terceira posição nas duas etapas, e na quadragésima primeira posição no Aberto de Barcelona e no Grand Slam de Paris, encerrando sua carreira profissional por falta de recursos financeiros.

## Títulos e resultados
- Aberto de Montreal do Circuito Mundial de Vôlei de Praia de 2005
- Campeonato Europeu de Vôlei de Praia de 2003
- Campeonato Europeu de Vôlei de Praia de 2001